# Stazione di Yaho
La stazione di Yaho (谷保駅?, Yaho-eki) è una stazione ferroviaria della città di Kunitachi, nell'area suburbana di Tokyo, in Giappone, che serve la linea Nambu della JR East.

## Linee
East Japan Railway Company
■ Linea Nambu

## Struttura
La stazione è dotata di un fabbricato viaggiatori sospeso al secondo piano e, a livello del terreno, di due binari passanti con marciapiedi laterali. Sono presenti ascensori, scale mobili, servizi igienici e tornelli automatici con supporto alla biglietteria elettronica Suica.
| 1 | ■ Linea Nambu |  | per Nishi-Kunitachi e Tachikawa                         |  |
| 2 | ■ Linea Nambu |  | per Fuchū-Hommachi, Noborito, Musashi-Kosugi e Kawasaki |  |

## Stazioni adiacenti
| «           | Servizio      | »           |
| Linea Nambu | Linea Nambu   | Linea Nambu |
| ----------- | ------------- | ----------- |
| Nishifu     | Locale Rapido | Yagawa      |